# Câmpulung la Tisa
Câmpulung la Tisa es una comuna ubicada en el distrito de Maramureș, Rumania.

## Superficie
Cuenta con una superficie de 33,48 kilómetros cuadrados.

## Demografía
Hasta 2021 la población era de 2308 habitantes, con una densidad de población de 68,94 habitantes por kilómetro cuadrado.